# Eyhān
Eyhān (persiska: ایهان, Pāyehān) är en ort i Iran.   Den ligger i provinsen Khorasan, i den östra delen av landet, 800 km öster om huvudstaden Teheran. Eyhān ligger 1 652 meter över havet och antalet invånare är 365.
Terrängen runt Eyhān är huvudsakligen kuperad, men den allra närmaste omgivningen är platt.Runt Eyhān är det glesbefolkat, med 12 invånare per kvadratkilometer. Närmaste större samhälle är Zohān, 3,0 km söder om Eyhān. Trakten runt Eyhān är ofruktbar med lite eller ingen växtlighet.